# 2-acetilammino-5-nitrotiazolo
Il 2-acetilammino-5-nitrotiazolo è una sostanza discretamente attiva, anche per via orale, contro le infezioni da Trichomonas, sia in vitro che in vivo; dimostra una certa attività anche contro l'amebiasi e la schistosomiasi.
Gli effetti collaterali più comuni sono disturbi dell’apparato gastroenterico, come nausea, anoressia, crampi addominali; più raramente sono state osservate artriti e manifestazioni cutanee generalizzate.
Viene somministrato in compresse da 0,1 g per uso orale, da 2 a 3 compresse al giorno dopo i pasti per 8-10 giorni (da ripetere eventualmente dopo un periodo di riposo di 10 giorni). Ovuli da 0,25 g da introdurre in vagina mattina e sera. Spray: 3 g in 100 g di veicolo antisettico, deodorante e schiumogeno.
Il 2-acetilammino-5-nitrotiazolo cristallizza dall’alcool in aghi fondenti a 264-265 °C; può essere cristallizzato anche dall'acido acetico. Il prodotto commerciale può essere giallo; è solubile in soluzioni acquose di idrato sodico e di ammoniaca.